# 克里爾斯普林斯縣區 (伊利諾伊州威廉森縣)
克里爾斯普林斯縣區（英語：Precincts (United States)）是位於美國伊利諾伊州威廉森縣的一個縣區。

## 地方資料
根據2010年美國人口普查的數據，克里爾斯普林斯縣區的面積為94.69平方千米，當中陸地面積為92.83平方千米，而水域面積為1.86平方千米。當地共有人口2483人，而人口密度為每平方千米26.22人。